# Копани (Ореховский район)
Копани́ (укр. Копані) — село в Ореховской городской общине Пологовского района Запорожской области Украины.

## Общие сведения
Население по переписи 2001 года составляло 620 человек. Почтовый индекс — 70562. Телефонный код — 06141.
До 2016 года являлся административным центром Копановского сельского совета.

## Географическое положение
Село Копани находится на расстоянии в 1 км от села Ровное (Токмакский район) и в 3,5 км от села Нестерянка.
По селу протекает пересыхающий ручей с запрудой.

## Объекты социальной сферы
- Школа I—II ст.
- Детский сад.
- Дом культуры.
- Фельдшерско-акушерский пункт.

## Достопримечательности
- Братская могила 204 советских воинов.